# テムル・タシュ
テムル・タシュ（モンゴル語: Temür daš、1302年 - 1347年）は、大元ウルス末期の重臣。モンゴル帝国によって滅ぼされたカンクリ部王族の出身であった。
『元史』などの漢文史料では鉄木児塔識(tiěmùér tǎshì)と表記される。

## 概要
テムル・タシュはカンクリ部王族の末裔であるトクトの息子の一人で、幼いころから聡明なことで知られ、書をよく学んだという。また、タシュ・テムルの母はウイグル人のユルクト（月魯忽図）で、コシラ（後の明宗クトクト・カアン）の生母のイキレス氏とともに育った人物であった。父のトクトはクルク・カアン（武宗カイシャン）の側近として即位に貢献した人物で、テムル・タシュは若い頃クルク・カアンの長男のコシラに仕えていた。クトクト・カアンが即位直後に急死するとその弟で地位を継いだジャヤガトゥ・カアン（文宗トク・テムル）に仕え、同知都護府事・礼部尚書・参議中書省事・陝西行台侍御史・奎章閣侍書学士・大都留守・同知枢密院事といった職を歴任した。ウカアト・カアン（順帝トゴン・テムル）の即位後、後至元6年（1340年）には中書右丞となり、「至正」と改元された後は中央の要職である平章政事に任命されている。なお、中書右丞への昇任については、近侍の世傑班による推薦を受けて決められたものであったが、世傑班はこのことをタシュ・テムルに語ることなく、タシュ・テムルは遂に世傑班の好意を知ることなく亡くなったとの逸話が『山居新話』に伝えられている。
翌年に行われた「至正」への改元は右丞相バヤン失脚に伴うもので、バヤンの失脚後、中書省では庶務が増えテムル・タシュも多忙となったため、ウカアト・カアンは坐榻を下賜したという。至正2年（1342年）、京倉の米をカラコルムに輸送するなどの事業を手掛けている。また、この頃日本商人100人あまりが高麗に漂着したが、現地民に略奪を受けるという事件が起こっており、テムル・タシュは日本商人が無事帰還できるよう手配したという。また、地方では年々塩価が増額していっていたため、テムル・タシュはこれを減額している。
至正5年（1345年）、御史大夫の地位を授けられた。この時、政変のたびに失脚した高官の家族が処刑もしくは奴隷身分に落とされていることを問題視し、祖宗の教えでは父の罪は子に及ばないはずである、と進言したという。その後、平章政事の地位に移り、ウカアト・カアンが夏期に上都に巡幸する際も大都に残留して庶務を行った。
至正7年（1347年）、丞相のアルクトゥが失脚すると、テムル・タシュは呼び出されて左丞相に任命され、固辞するも許されず、左丞相の地位を拝命したという。左丞相としてテムル・タシュは網紀を正し、よくウカアト・カアンを補佐したと評される。しかし、ウカアト・カアンの上都への巡幸に従った時に、46歳にして亡くなった。
テムル・タシュは儒学に深く通じていたことで知られており、バヤンが科挙を廃止しようとした時に反対したことや、『遼史』・『金史』・『宋史』の編纂にも総裁官として携わった逸話が伝えられている。

## カンクリ部クリシュ家
- クリシュ（Quriš ＞虎里思/hǔlǐsī）
  - キシリク（Kišilig ＞乞失里/qǐshīlǐ）
    - クルク（Külüg ＞曲律/qūlǜ）
    - イェイェ（Yeye ＞牙牙/yáyá）
      - ブベセル（Böbeser ＞孛別舎児/bóbiéshèér）
      - ホチキ（Hočiki ＞和者吉/hézhějí）
      - ブベク（Böbek ＞不別/bùbié）
      - オトマン（Otoman ＞斡禿蛮/wòtūmán）
      - アシャ・ブカ（Aša buqa ＞阿沙不花/āshā bùhuā）
      - トクト（Toqto ＞脱脱/tuōtuō）
        - バアトル（Ba’atul ＞覇都/bàdōu）
        - テムル・タシュ（Temür taš ＞鉄木児塔識/tiěmùér tǎshì）
        - オズグル・トカ（Ozghur toqa ＞玉枢虎児吐華/yùshūhǔértǔhuá）
          - バアトル（Ba’atul  ＞抜都児/yùshūhǔértǔhuá）
            - オルジェイ・テムル（Öljei temür ＞完者帖木児/ālǔhuī tièmùér）

          - ネウリン（Neülin ＞紐璘/niŭlín）

        - タシュ・テムル（Taš temür ＞達識帖睦邇/dáshì tièmùěr）
        - カダ・ブカ（Qada buqa ＞哈不花/wòtūmán）
        - アルグ・テムル（Aruγ temür ＞阿魯輝帖木児/ālǔhuī tièmùér）
        - トレ（Töre ＞脱烈/wòtūmán）
          - 長寿安

      - カダ・テムル（Qada temür ＞哈達帖木児/hādá tièmùér）
        - 万僧

      - オンギャヌ（汪家閭/wāngjiālǘ）
        - ボロト・テムル（Bolod temür ＞博羅帖木児/bóluó tièmùér）